# Potone
Potone (in greco antico: Πωτώνη?, Pōtṓnē; Atene, prima del 427 a.C. – forse nel 348 a.C.) fu la sorella maggiore del filosofo Platone.

## Biografia
Figlia di Aristone e Perictione, nacque nel Collito, alle porte di Ateneː era l'unica femmina, mentre i suoi fratelli erano Platone, Adimanto e Glaucone. Sposò Eurimedonte di Mirrinunte, dal quale ebbe  un figlio, Speusippo - successore di Platone nella direzione dell'Accademia - e una figlia.
Si potrebbe supporre che non fosse più in vita alla morte di Platone, nel 348 a.C., visto che nel testamento viene indicato come esecutore testamentario di Platone solo il cognato Eurimedonteː tuttavia, la mancata menzione di Potone non è un argomento probante, vista la nulla personalità giuridica delle donne in Grecia.